# Hruscsovka

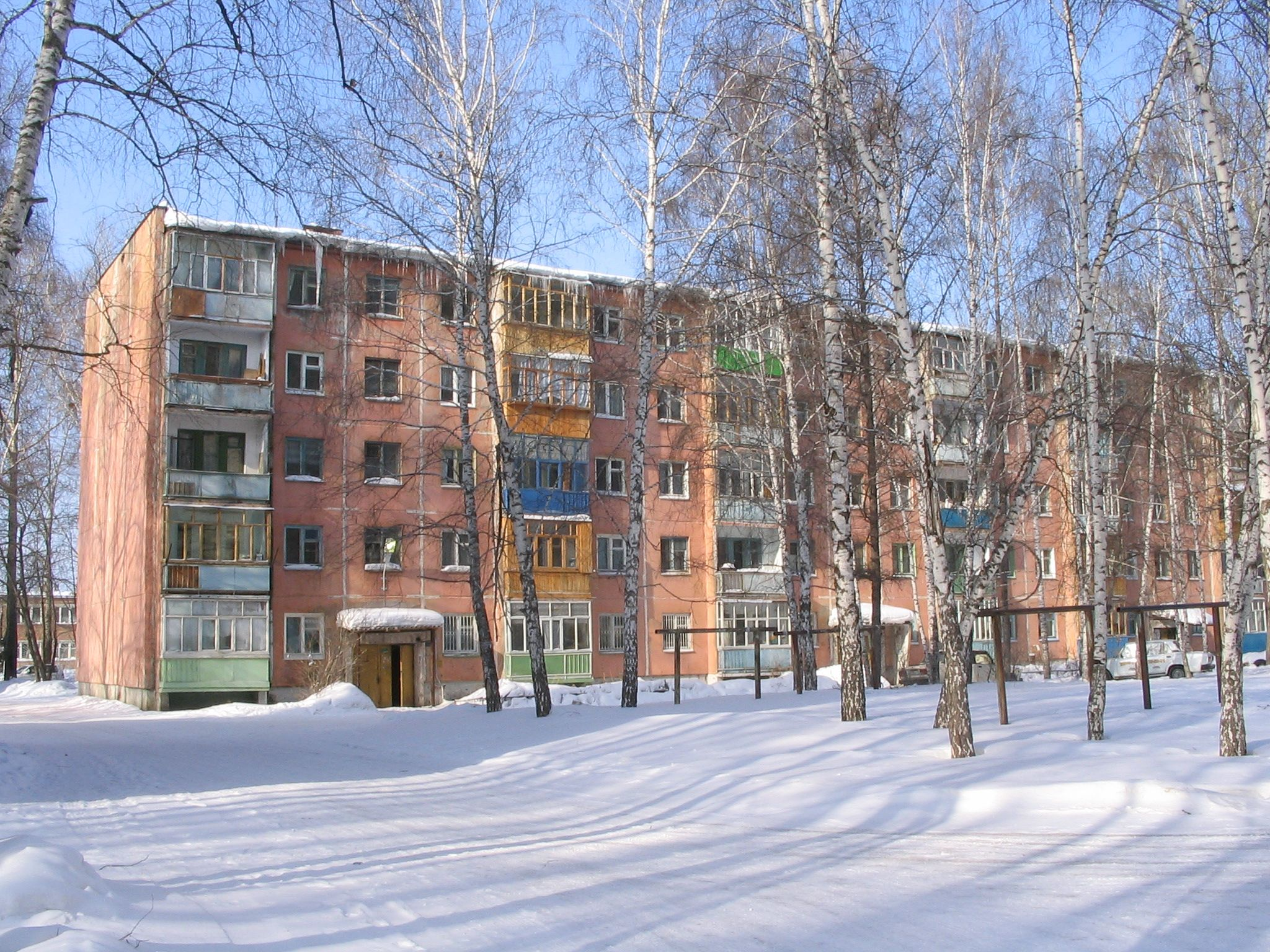
Hruscsovka panelház Tomszkban

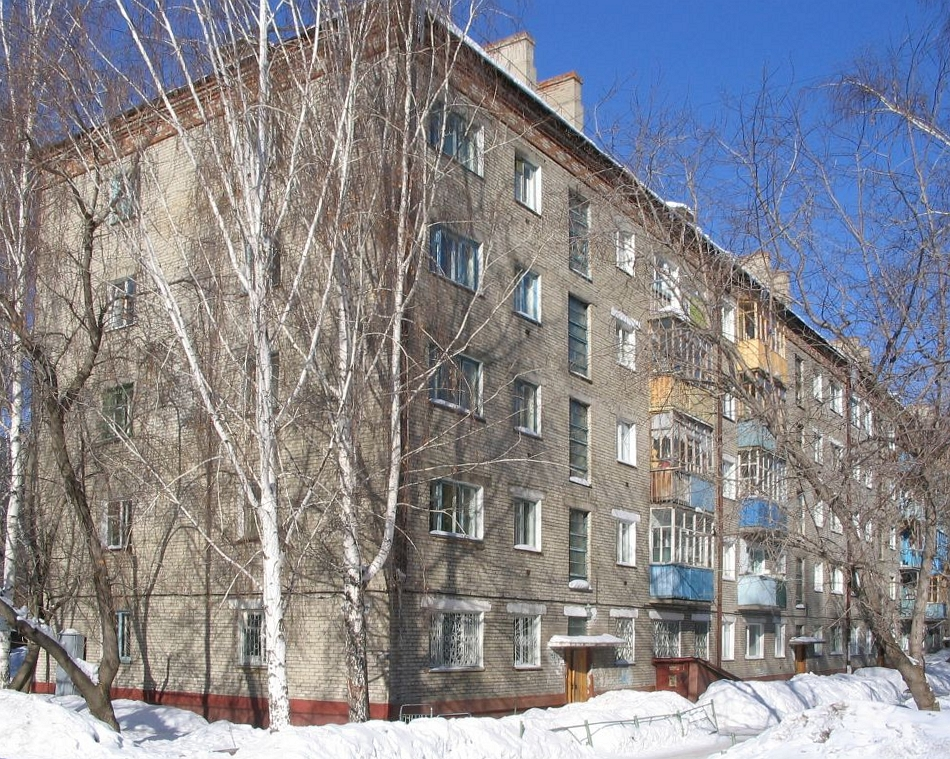
Téglahruscsovka Tomszkban

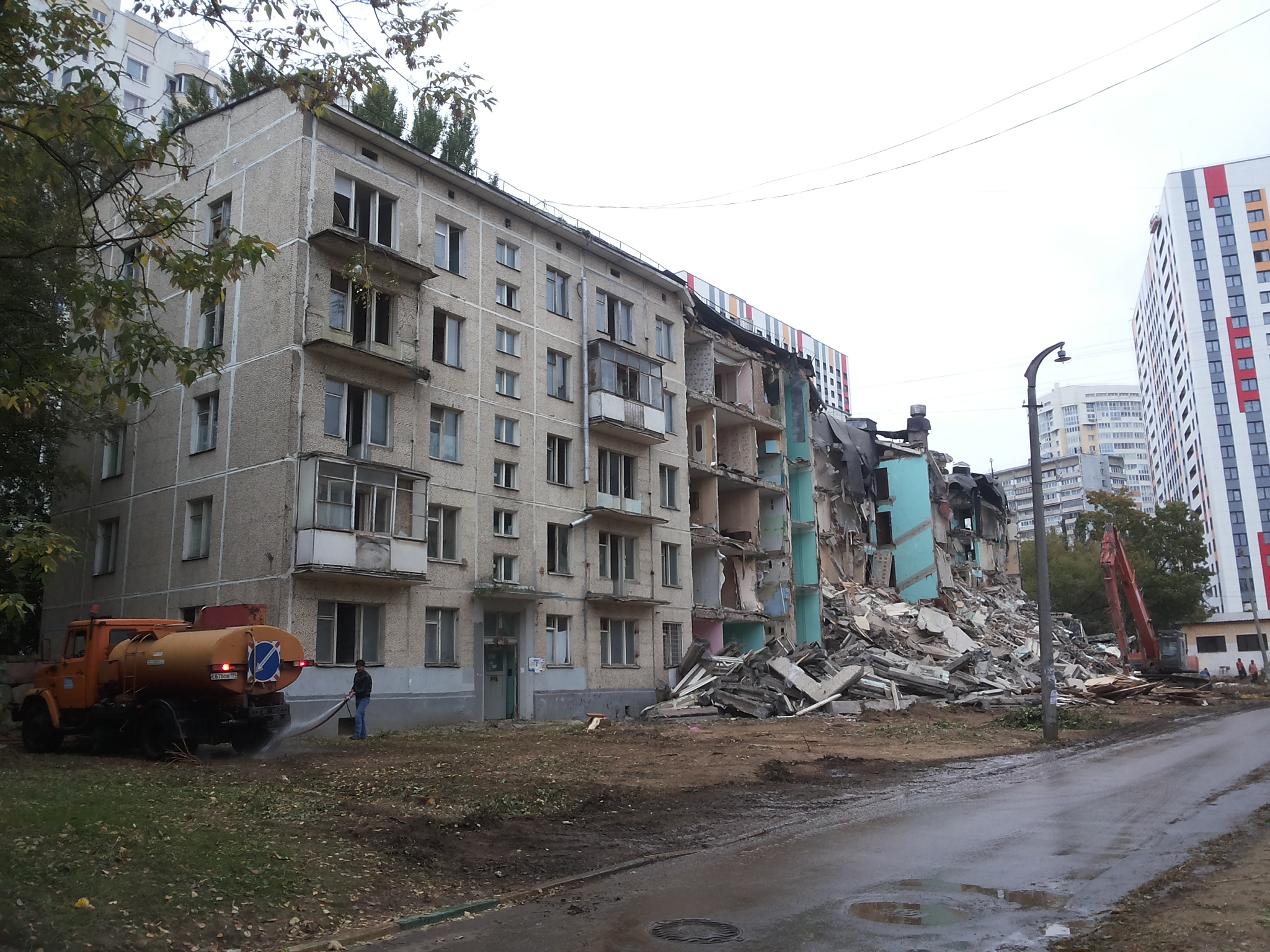
Egy hruscsovka lebontása Moszkvában

Hruscsovka a nem hivatalos neve az olyan típusú alacsony költségű, betonkazettás vagy tégla, kettő-négyemeletes állami tulajdonú házaknak, amelyet a Szovjetunióban a korai 1960-as években fejlesztettek ki, a Nyikita Hruscsov vezette szovjet kormányzás ideje alatt. 
A lakóépületek az építésük idején aktuálisan regnáló vezetők korában alkalmazott építési stílus után kapták a közkeletű tréfás neveiket: "sztálinka", "hruscsovka" és "brezsnyevka", de napjainkban már léteznek "putyinkák" is.

## Története
A hagyományos kőműves-technológiák munkaerő igényesek és lassúak voltak a túlzsúfolt városok bővítéséhez. A súlyos lakáshiány enyhítésére az 1947–1951 közötti időszakban a szovjet építészek különféle technológiákkal kísérleteztek, amelyek megkísérelték csökkenteni a költségeket és a kivitelezési időt. 1951 januárjában egy Hruscsov felügyelete alatt álló építészkongresszus az alacsony költségű, gyors technológiákat a szovjet építészek céljainak nyilvánította.
Később két panelüzemet létesítettek Moszkvában. Addigra már a kísérleti terveket a valós építkezéseken tesztelték, és az előregyártott betonpaneleket jobbnak ítélték. Más lehetőségeket, mint például a helyszínen öntött (in situ) betont elutasították.
1954 és 1961 között Vitalij Lagutyenko mérnök, aki 1956 óta Moszkva főtervezője volt, megtervezte és kipróbálta a tömeges, iparosított építési folyamatot, a betonlemezgyárakra és a gyors összeszerelési ütemtervre támaszkodva. 1961 folyamán Lagutyenko intézete kiadott egy előregyártott ötszintes épület, a K–7 tervét, amely a hruscsovka jellemzője lett. 64 000 egységet (3 000 000 m²) építettek Moszkvában 1961 és 1968 között.
Moszkvában az építési terület korlátozása kényszerítette a váltást 9 vagy 12 emeletes épületekre. Az utolsó négyemeletes hruscsovkát 1971-ben fejezték be. A Szovjetunió többi része folytatta a hruscsovkák építését a szocializmus végéig. Az ilyen egységek milliói már meghaladták tervezési élettartamukat.

## Tervezés
A tervezők a felvonókat túl költségesnek és túl időigényesnek tartották az építéshez, továbbá a szovjet egészségügyi/biztonsági előírások öt szintet határoztak meg a lift nélküli épület maximális magasságához.
A hruscsovkák kombinált fürdőszobával rendelkeznek. A normál méretű fürdőkád helyett 120 cm hosszú „ülőfürdőt” terveztek beléjük. Az előre legyártott fürdőszobákat teherautókon szállították a helyszínre, majd a helyrerakás után összekapcsolták őket a vízvezetékekkel. 

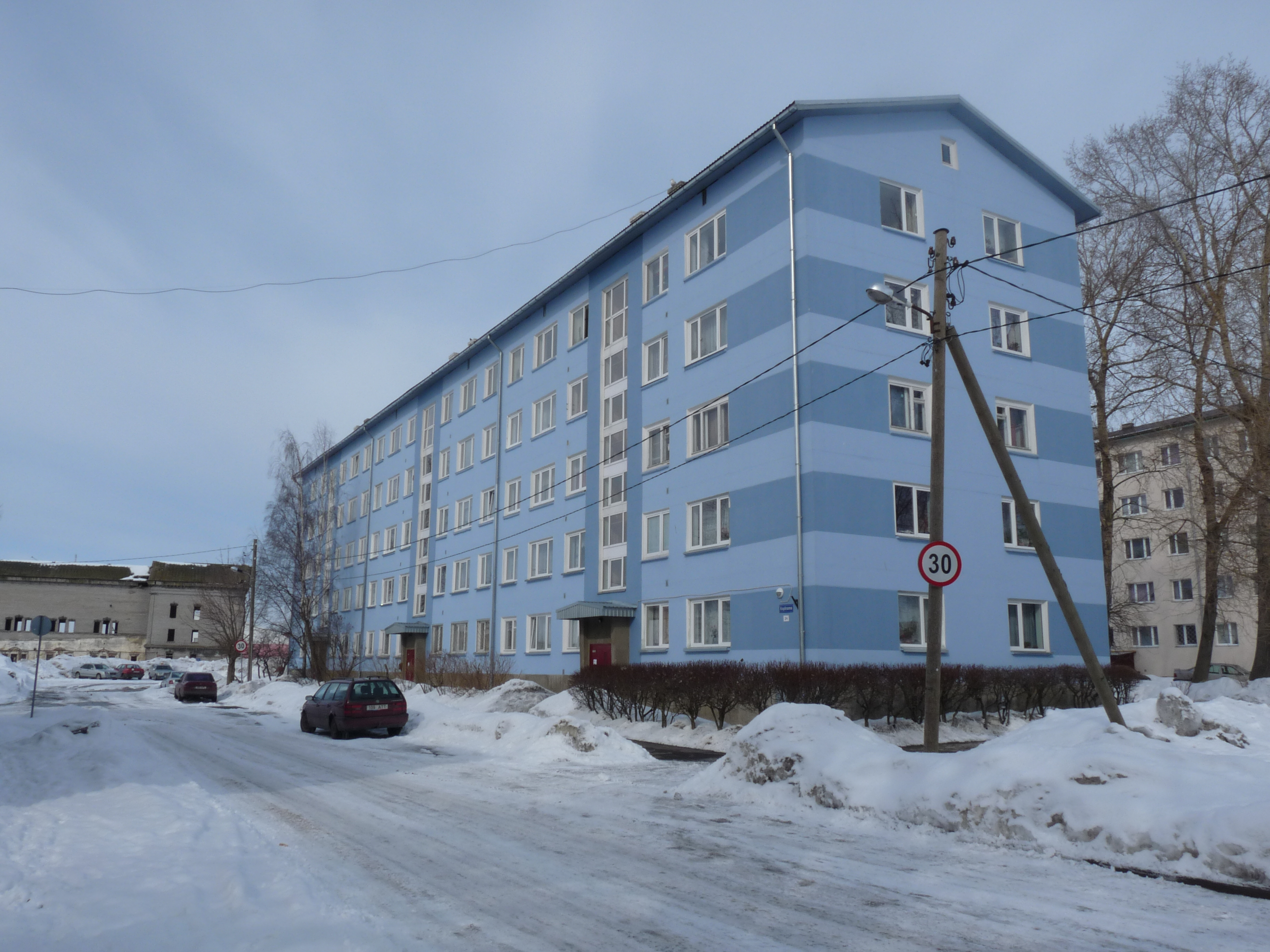
Felújított hruscsovka Tallinnban, Észtországban

Egyesek még a WC-tál funkcióinak a zuhanyzóval való kombinálását is fontolóra vették, ám az ötlet elvetették. A konyhák kicsik voltak, általában 6 m²-esek. Ez sok alacsony osztályú sztálinista házban is jellemző volt. 
A lakások belmagassága általában 2,45 és 2,50 m között változott, de léteztek 3 m magassággal is.
Egy tipikus K–7 sorozatú házban a lakások összterülete: 
- 30 m² – egyszobás
- 44 m² – kétszobás
- 60 m² – háromszobás

A későbbi tervek tovább csökkentik ezeket a szűkös területeket. A K–7 szobái "elszigeteltek" abban az értelemben, hogy mindegyik egy kis előcsarnokhoz kapcsolódik, nem pedig egymáshoz. A későbbi tervek ezt a "felesleget" kezelték: a lakosoknak át kellett menniük a nappalin, hogy elérjék a hálószobát. Ezeket a lakásokat kis családok számára tervezték, de a valóságban nem volt szokatlan, hogy három generációnyi ember együtt lakott kétszobás lakásokban. Néhány lakásban volt egy "luxus" tárolóhelyiség, ami a gyakorlatban gyakran egy másik hálószobaként szolgált, bár ablak vagy szellőző nélkül.

## Napjainkban

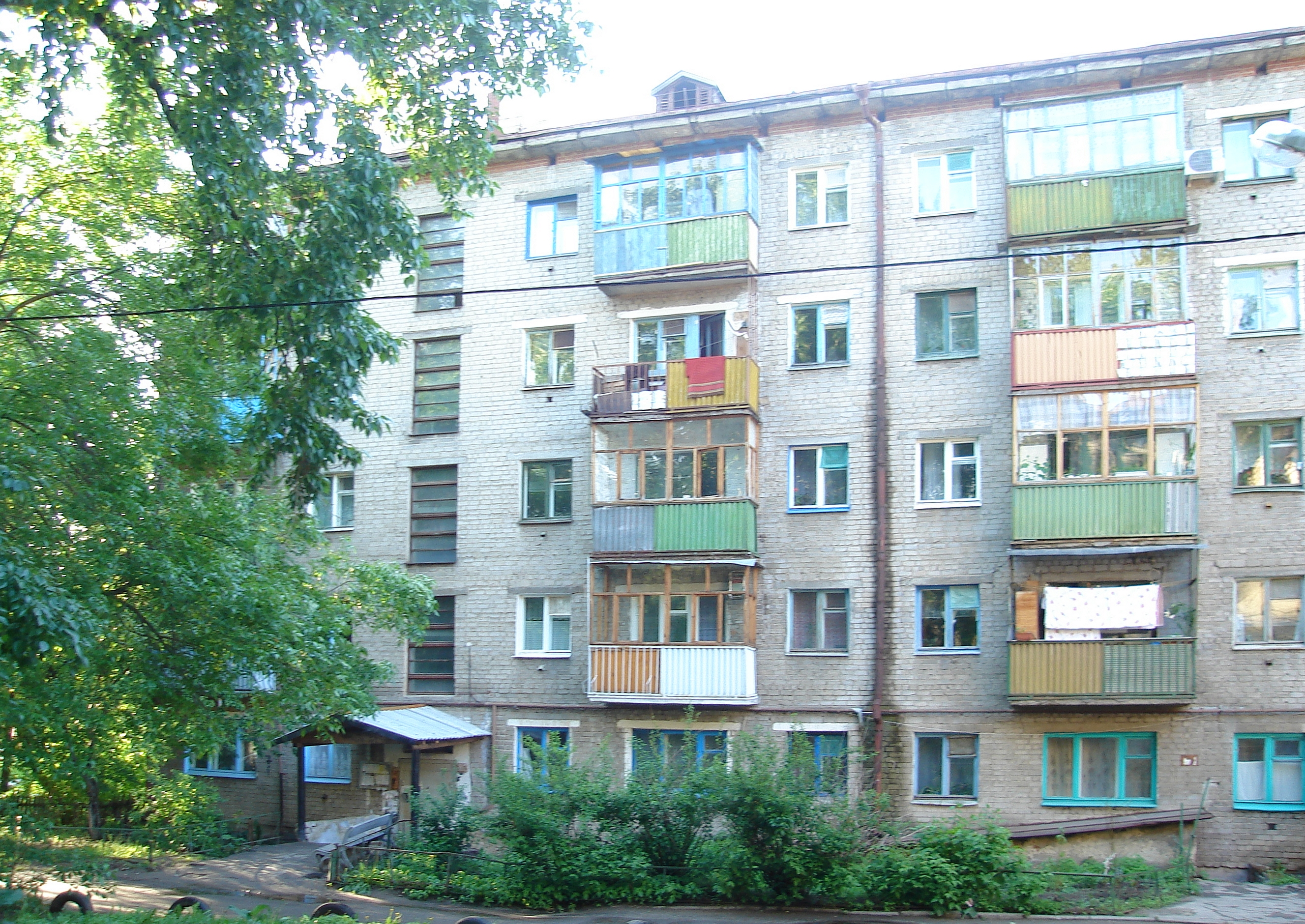
Tipikus hruscsovkaudvar Kazanyban

Eredetileg ideiglenes lakásnak tekintették őket, amíg az érett kommunizmus enyhíti a lakáshiányt, amelyben nem lesz semmiből hiány. A későbbiekben Leonyid Brezsnyev azt ígérte, hogy minden családnak "külön szobát kínál minden családtag számára plusz egy extra szobát is", de ma sok ember továbbra is hruscsovkában él.
A hruscsovka standard típusait lebontható (tervezett 25 éves élettartammal) vagy állandó kategóriákba sorolják. Ez a megkülönböztetés fontos Moszkvában és más gazdag városokban, ahol a lebontható hruscsovkákat elbontják, hogy helyet kaphassanak új, nagyobb sűrűségű építkezéshez. Moszkva városa azt tervezte, hogy 2015-ig befejezi ezt a folyamatot. A körülbelül 1700 épületből több mint 1300-at már 2012-ben lebontottak.

## Fordítás
Ez a szócikk részben vagy egészben  a   Khrushchyovka című angol Wikipédia-szócikk ezen változatának fordításán alapul.  Az eredeti cikk szerkesztőit annak laptörténete sorolja fel. Ez a jelzés csupán a megfogalmazás eredetét és a szerzői jogokat jelzi, nem szolgál a cikkben szereplő információk forrásmegjelöléseként.